# Воєнно-історичний музей (Дрезден)

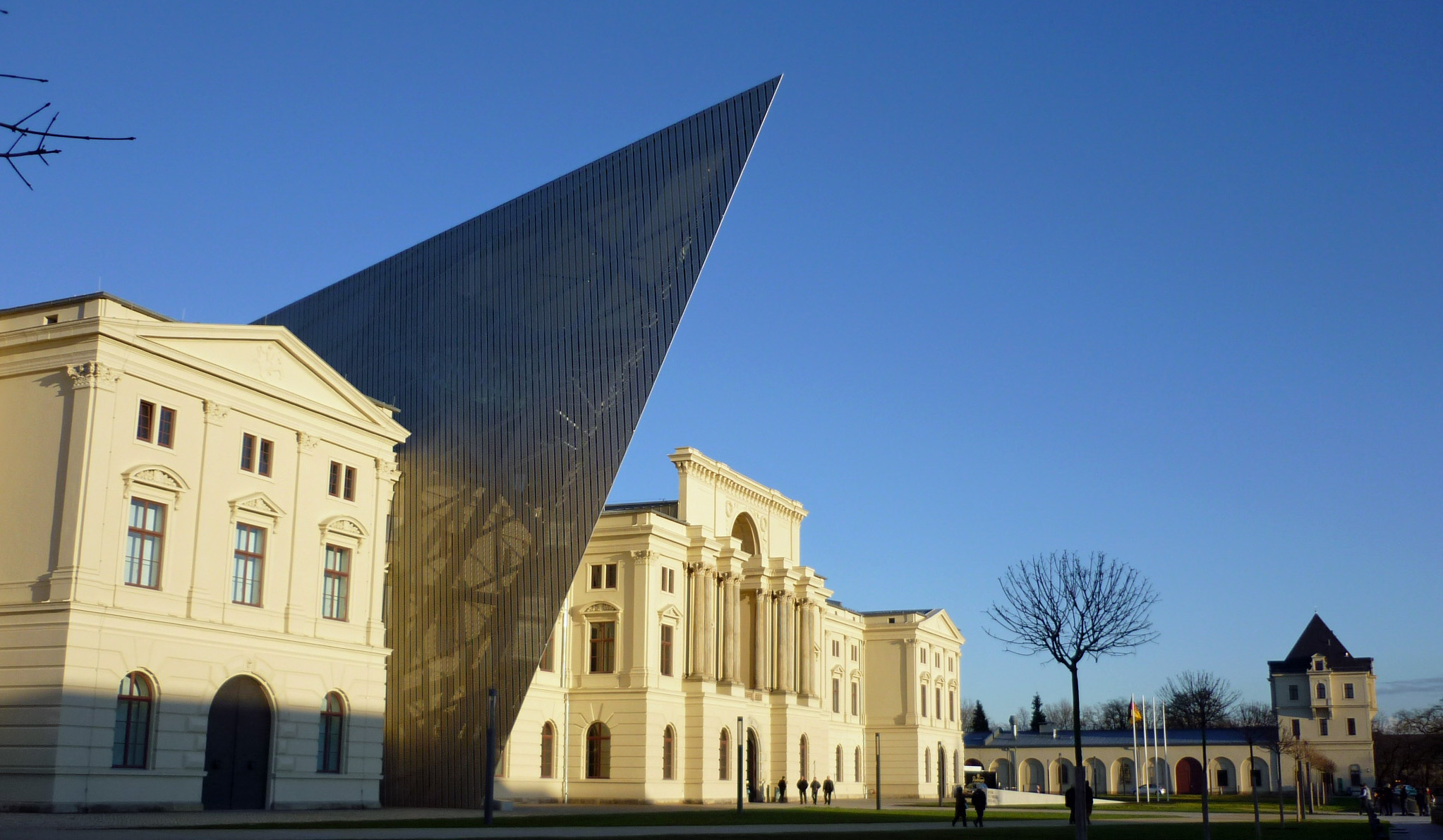
Дрезденський воєнно-історичний музей

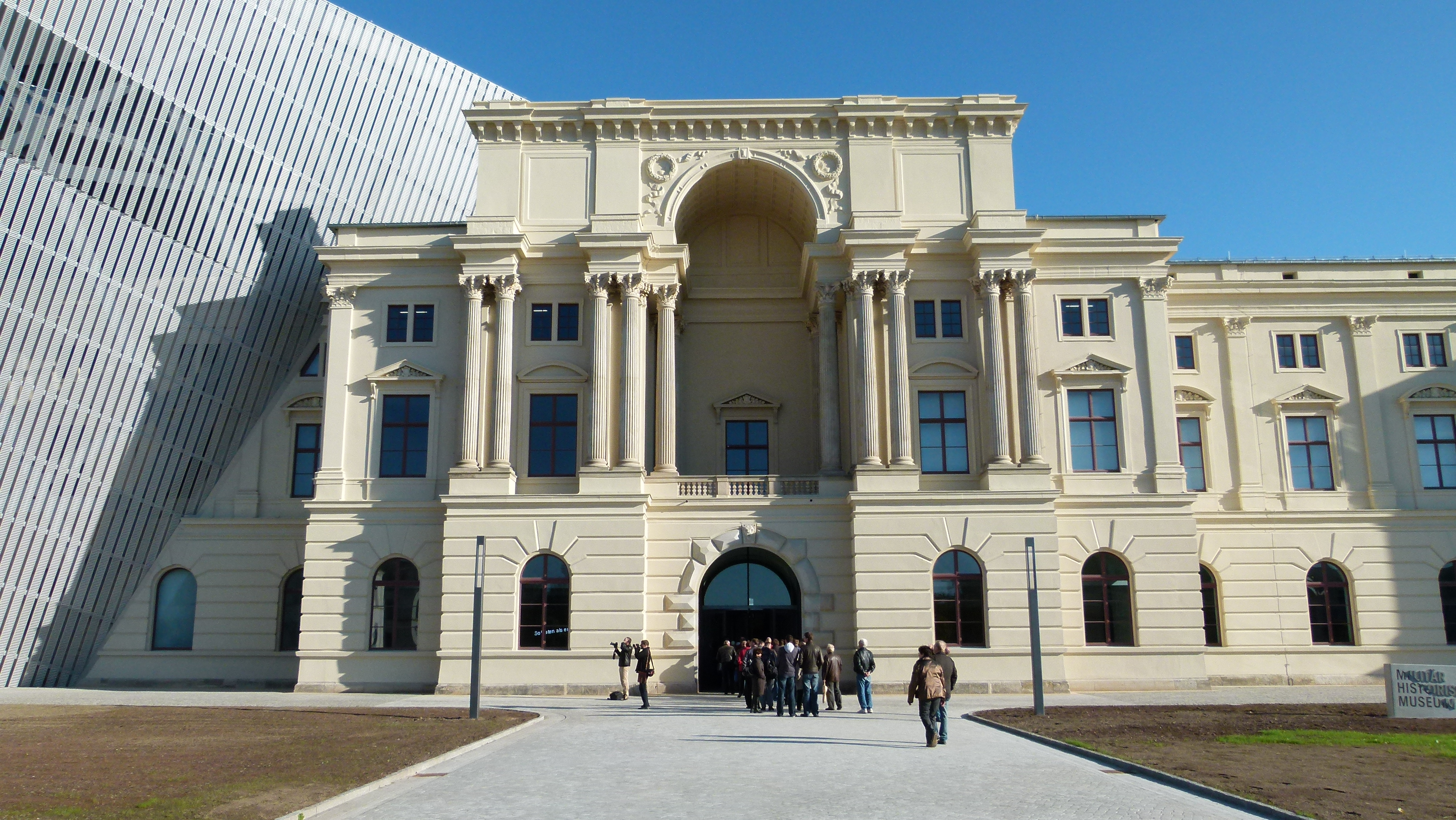

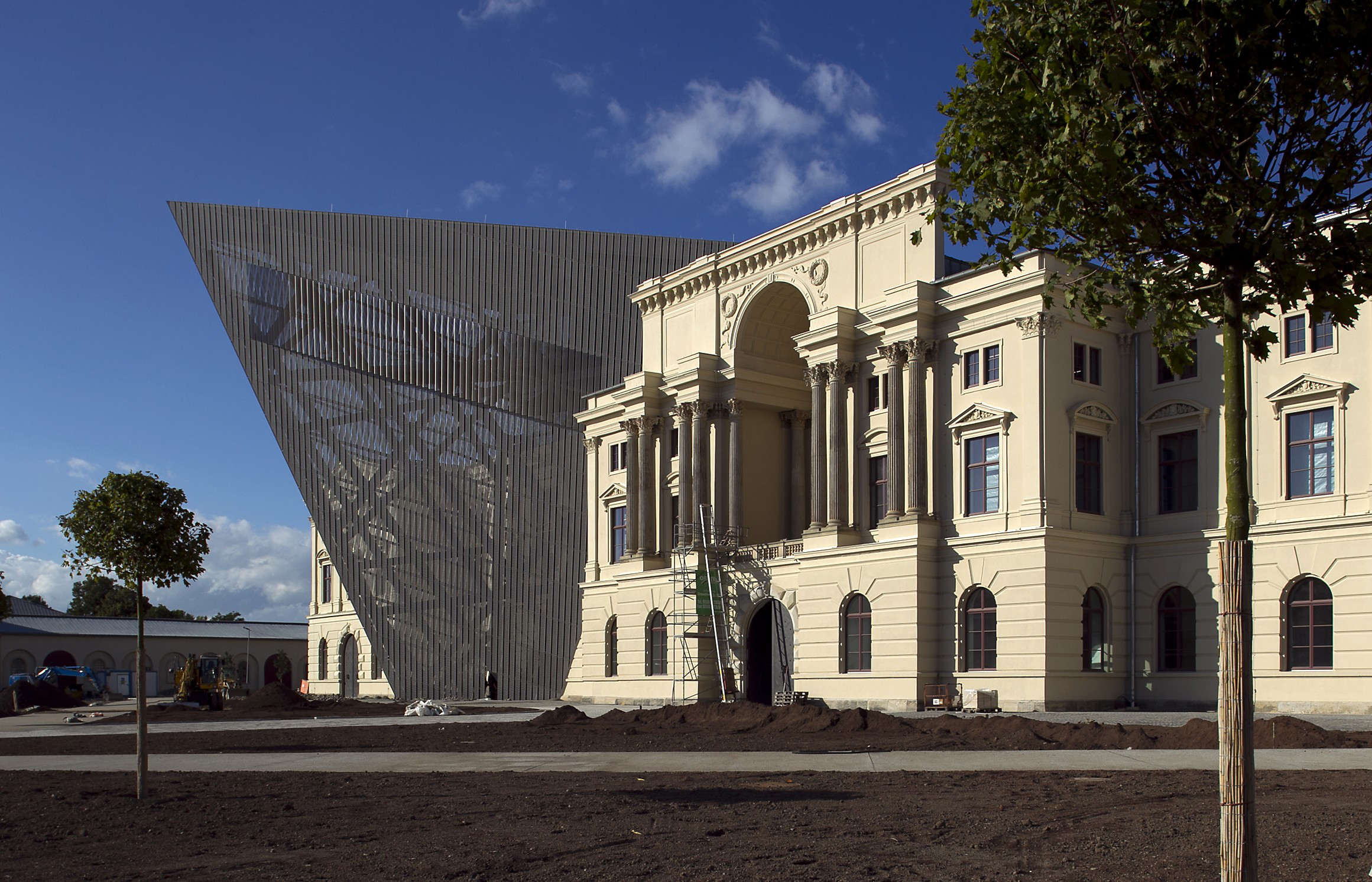

Воєнно-історичний музей збройних сил Німеччини (нім. Militärhistorisches Museum der Bundeswehr) — один з двох найбільших германських військових музеїв, що знаходиться у Дрездені, в міському районі Альбертштадт (нім. Albertstadt).

## Історія музею
Будинок музею будувався в 1873—1877 рр. і був урочисто освячений 1 травня 1877 року. У той час він використовувався як головний арсенал дрезденського гарнізона. У такій якості він прослужив до кінця Першої світової війни. Хоча в 1897 році у будівлі арсеналу було організовано виставку «Колекція історичної зброї і моделей». З 1918 року багато приміщень стали здаватися в оренду підприємцям, але основні площі використовувалися для зберігання крупної зброї, тут же залишився і організований в 1914 році «Королівський музей саксонської армії», який відкрився лише в 1923 році під зміненою назвою «Музей саксонської армії». У 1940 році він був знову перейменований («Музей сухопутних військ») і залишався відкритим для відвідувачів до 1945 року.
Після поразки Третього рейху у Другій світовий, в 1945 році по рішенню країн переможниць в Німеччині було закрито усі військові музеї. Із Дрездена більшу частину музейної власності було вивезено в Радянський Союз, а будівлю в 1946 році було передано дрезденському міському управлінню, яке переобладнувало приміщення і стало проводити в них (до 1967 року) виставки міських музеїв, різні міські заходи, свята, у тому числі, в «Північному залі» (нім. Nordhalle), як тоді називалася будівля музею, проводилися знамениті дрезденські різдвяні ярмарки «Штріцельмаркти» (нім. Striezelmarkt), а також перший виставка, присвячена відновленню Дрездена, зруйнованого наприкінці війни. У 1957 році відкривається одна постійна експозиція, присвячена Національній народній армії НДР.
З 1972 роки будівля знову починає використовуватися як музей, тепер як «Музей армії НДР», з експозиціями тільки про армії Східної Німеччини і Варшавського договору. У цей час з СРСР музею були передані деякі експонати з колишнього музею саксонської армії.
З об'єднанням Німеччини, в 1990 році, музей переходить під керівництво міністерства оборони і отримує нову назву — «Воєнно-історичний музей збройних сил Німеччини». З того часу до музею збираються і експонуються раритети, що розповідають про військову історію Німеччини «від самого початку» і до теперішнього часу, приділяється немало уваги і саксонській історії. До музею відноситься також колекція історичного озброєння, що знаходиться у фортеці в Кенігштайні.

## Саморозуміння музею і експонати
Архітектурний ансамбль Воєнно-історичного музею Бундесверу в Дрездені складається з двох елементів: будівлі арсеналу 1877 року будови і спорудженої в 2011 році прибудови американського архітектора Даніеля Лібескінда. Конструкція прибудови у формі клину немов врізається у фасад старого арсеналу. Структура клину з її грою світла і тіней символізує військову історію Німеччини з її контрастами. Як архітектурна концепція, так і експозиція музею спрямовані на різнобічну інтерпретацію і на переосмислення звичного зорового сприйняття. Експозиція музею примушує відвідувачів замислитися про власний потенціал агресії. Вона тематизирует насильство як історичний, культурний і антропологічний феномен. Постійна експозиція музею включає два комплекси: тематичний в залах нової прибудови і хронологічний в залах старого арсеналу. На площі в 10 тис. м2 представлено в цілому близько 10 тис. експонатів.
У прибудові, створеній Даніелем Лібескіндом, відвідувачів чекає тематичний екскурс, що бере початок на п'ятому поверсі на майданчику з видом на Дрезден і ведучий по зміщених сходах прибудови і історичних сходах старої будівлі — поверх за поверхом — вниз. Дванадцять тем комплексу відображають різноманітні і частково несподівані аспекти військової історії, не дотримуючись хронологічного порядку. Для інтер'єру прибудови характерні відкриті увись виставкові площі, над деякими з яких споруджені навісні мости. Представлені у рамках цієї виставки експонати відносяться до таких тематичних розділів експозиції як «Війна і пам'ять», «Війна і гра» або «Тварини на військовій службі». Деякі з цих розділів націлені на те, щоб полегшити відвідувачам, мало знайомим досі з військовою тематикою, доступ до військової історії.
Хронологічно побудований екскурс по військовій історії Німеччини розташований в інтер'єрах трьох крил історичної будівлі. Відвідувачам представлені три історичні періоди: від пізнього середньовіччя до 1914 року (перший поверх), епоха світових воєн (другий поверх, західне крило) і період з 1945 року по сьогоднішній день (другий поверх, східне крило). Хронологічна експозиція бере свій початок на першому поверсі і завершується представленим у залах другого поверху історичної будівлі сьогоднішнім днем. При цьому військова історія Німеччини відображена в контексті європейської історії.
Окрім основної експозиції, відвідувачі мають можливість ознайомитися з подробицями військової історії конкретної епохи, представленими в прилеглих залах. Поглиблено розробляючі тематику зали включають такі аспекти, як економіка воєн, військові і суспільство або поранення і смерть. Шлях через епохи проходить уздовж десяти основних вітрин, що відбивають центральні епізоди поворотних моментів історії Німеччини, — Тридцятирічної війни, початку і кінця Другої світової війни, а також розділення і возз'єднання Німеччини.
Найцікавіші експонати:

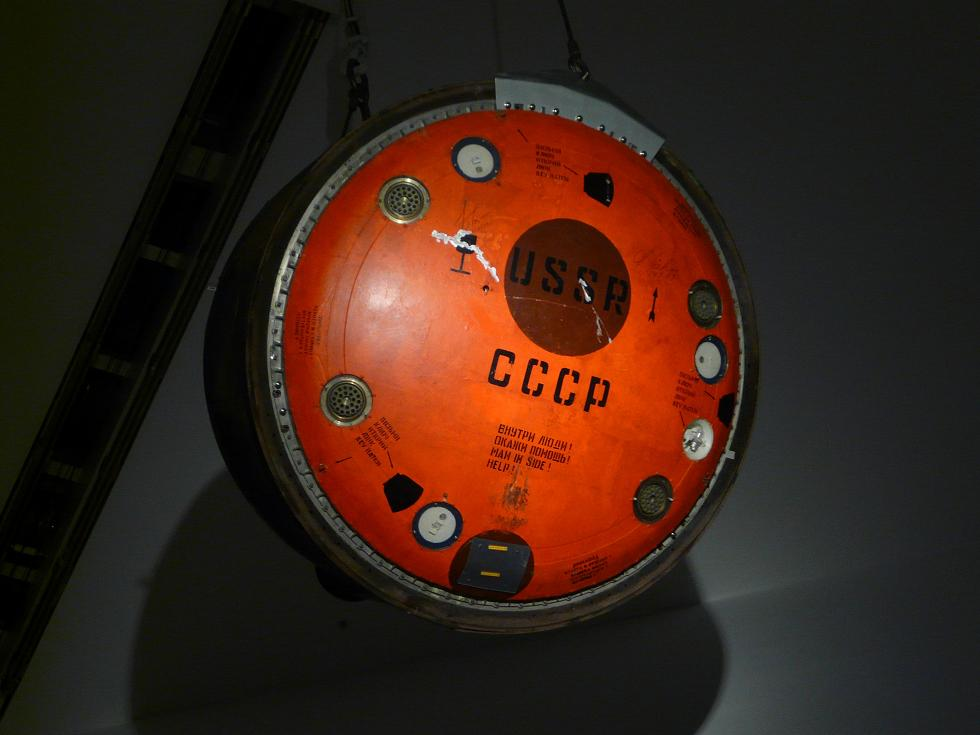
Посадочна капсула Союза- 29

- Перший німецький підводний човен «Брандтаугер» (нім. Brandttaucher), побудований в 1850 році за проектом Вільгельма Бауера.
- Частина космічного корабля Союз-29,, що спускається, на якому з космосу повернувся перший німецький космонавт Зигмунд Єн, член третього міжнародного екіпажу за програмою «Інтеркосмос».

## Фототека

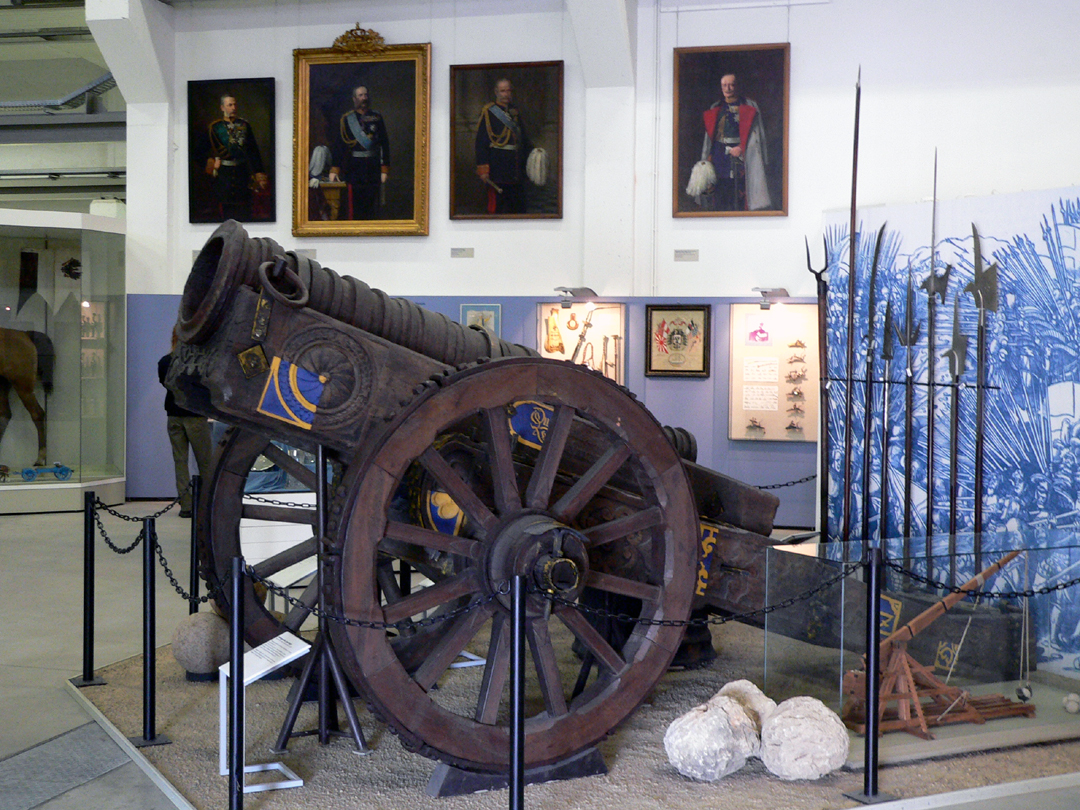
Осадова гармата. XVII ст.
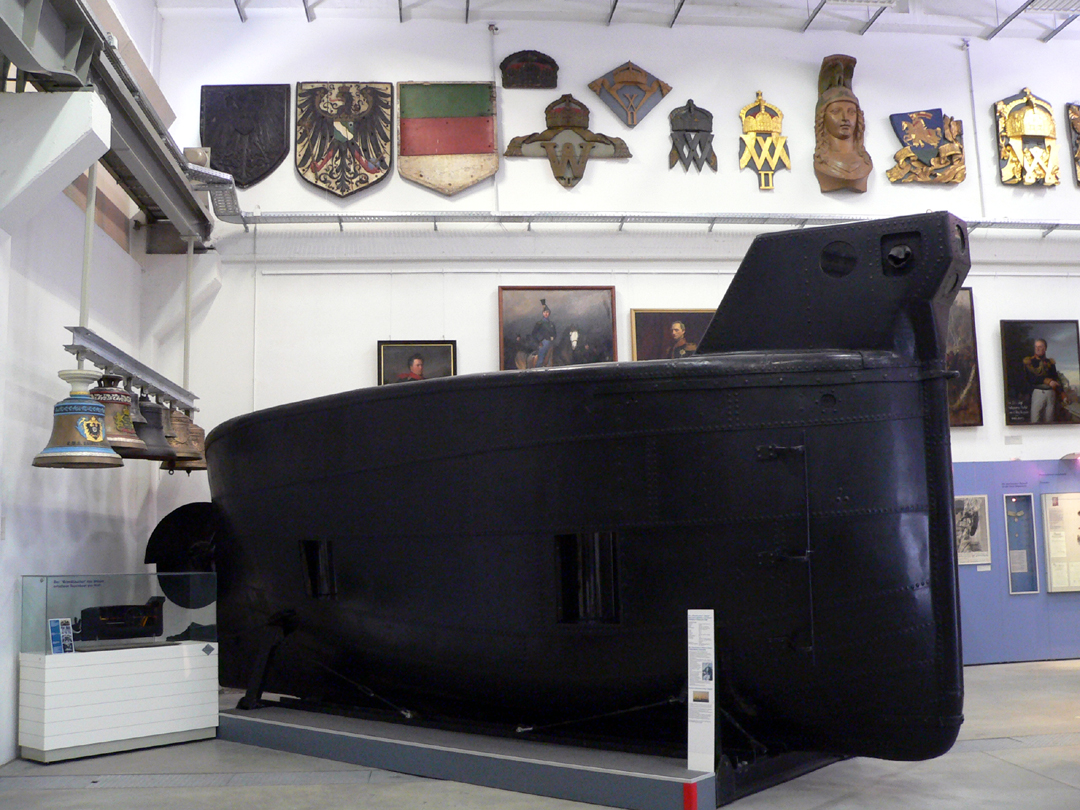
Підводний човен «Брандтаугер»
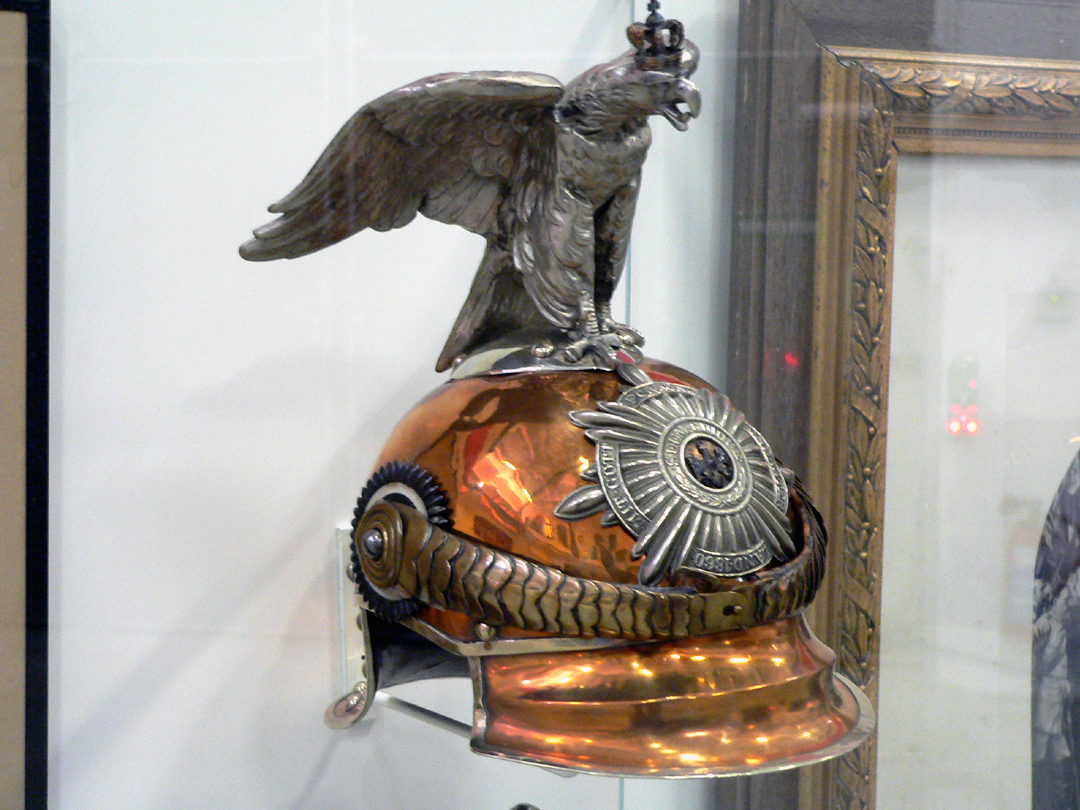
Парадний шолом
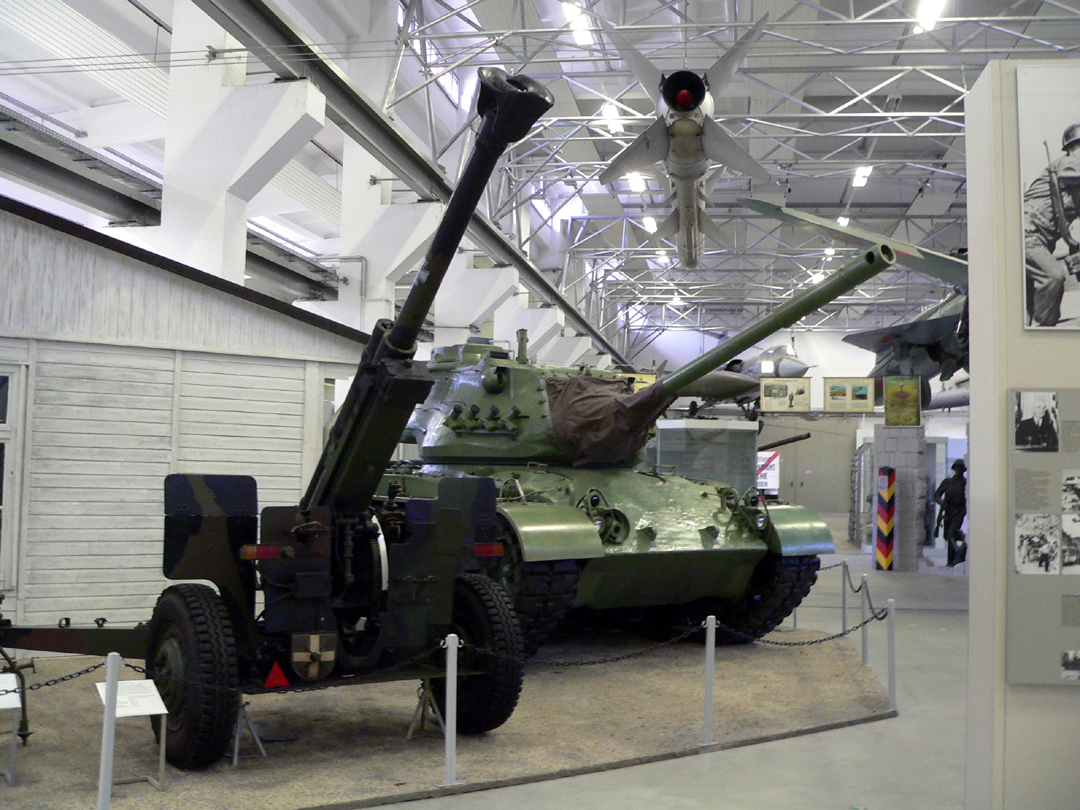
Гаубиця М-101 і танк «Patton II» М-47.
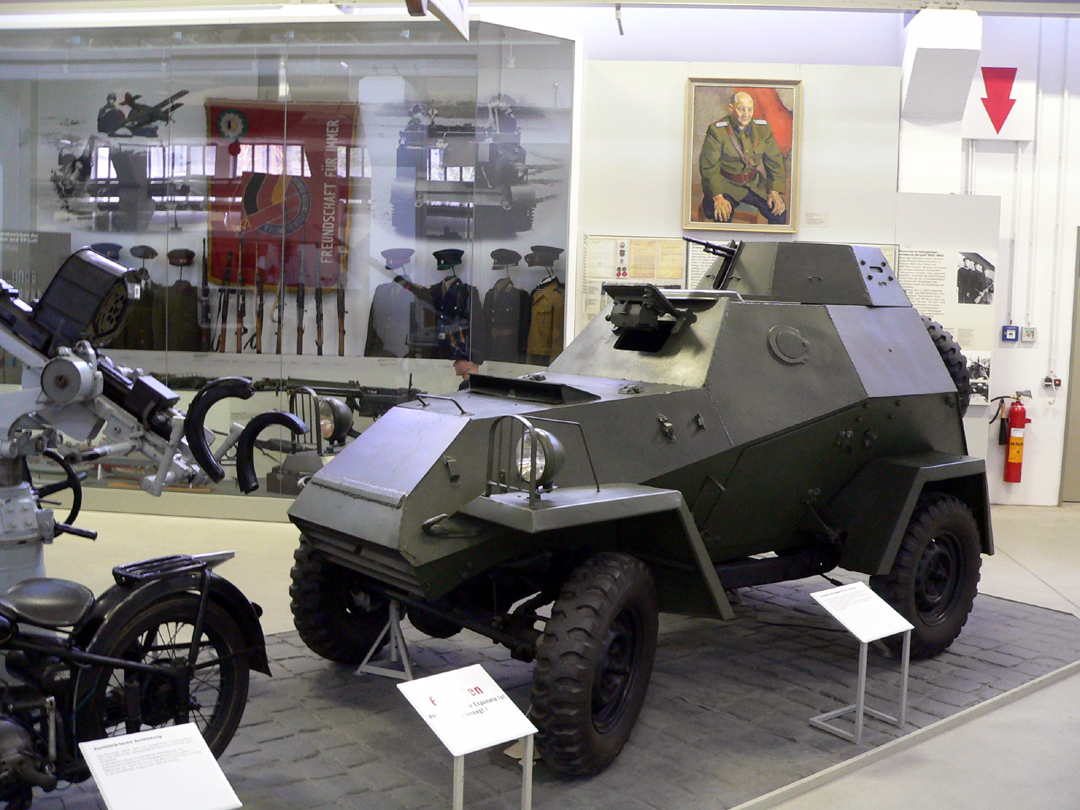
Бронеавтомобіль «Bobby» БА-64
Одна из експозицій музею
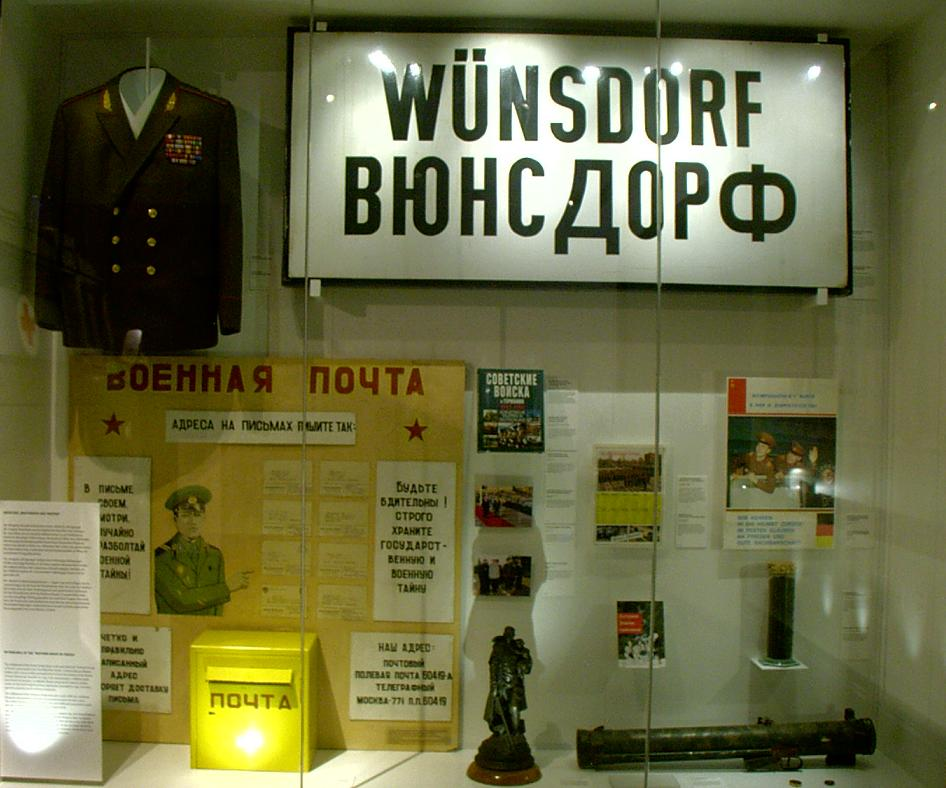
Стенд, присвячений ГСВГ

## Ресурси Інтернету
- Офіційний сайт музею [Архівовано 18 червня 2016 у Wayback Machine.] (нім.)
- Про музей на сайті www.das-neue-dresden.de [Архівовано 17 грудня 2017 у Wayback Machine.] (нім.)
- Richtfest für Libeskind in Dresden. Про реконструкцію музею на сайті www.baunetz.de [Архівовано 20 квітня 2010 у Wayback Machine.] (нім.)